# Parque marino nacional Sistema Arrecifal Veracruzano
El Sistema Arrecifal Veracruzano fue decretado área protegida en 1992. Tiene aproximadamente 10 mil años de antigüedad, e incluye dos áreas que están separadas. La primera se encuentra frente a la ciudad de Veracruz en México, y la otra frente a punta Antón Lizardo.

## Localización
El Sistema Arrecifal Veracruzano cuenta con dos áreas distantes, formadas por un total de 17 arrecifes. La primera área está situada frente al puerto de Veracruz, conformada por 6 arrecifes, y la segunda se encuentra frente a Antón Lizardo, 20 kilómetros al suroeste del puerto conformada por 11 arrecifes.

## Antecedentes

### Antecedentes históricos
En la época prehispánica los habitantes de la ahora región de Veracruz utilizaban la Isla de Sacrificios para llevar a cabo sus adoraciones a los dioses y ceremonias. Se han encontrado vestigios arqueológicos incluyendo entierros y restos de templos tononacas.
Durante la época colonial la isla era utilizada para reparar embarcaciones y preparar los ataques marítimos. 

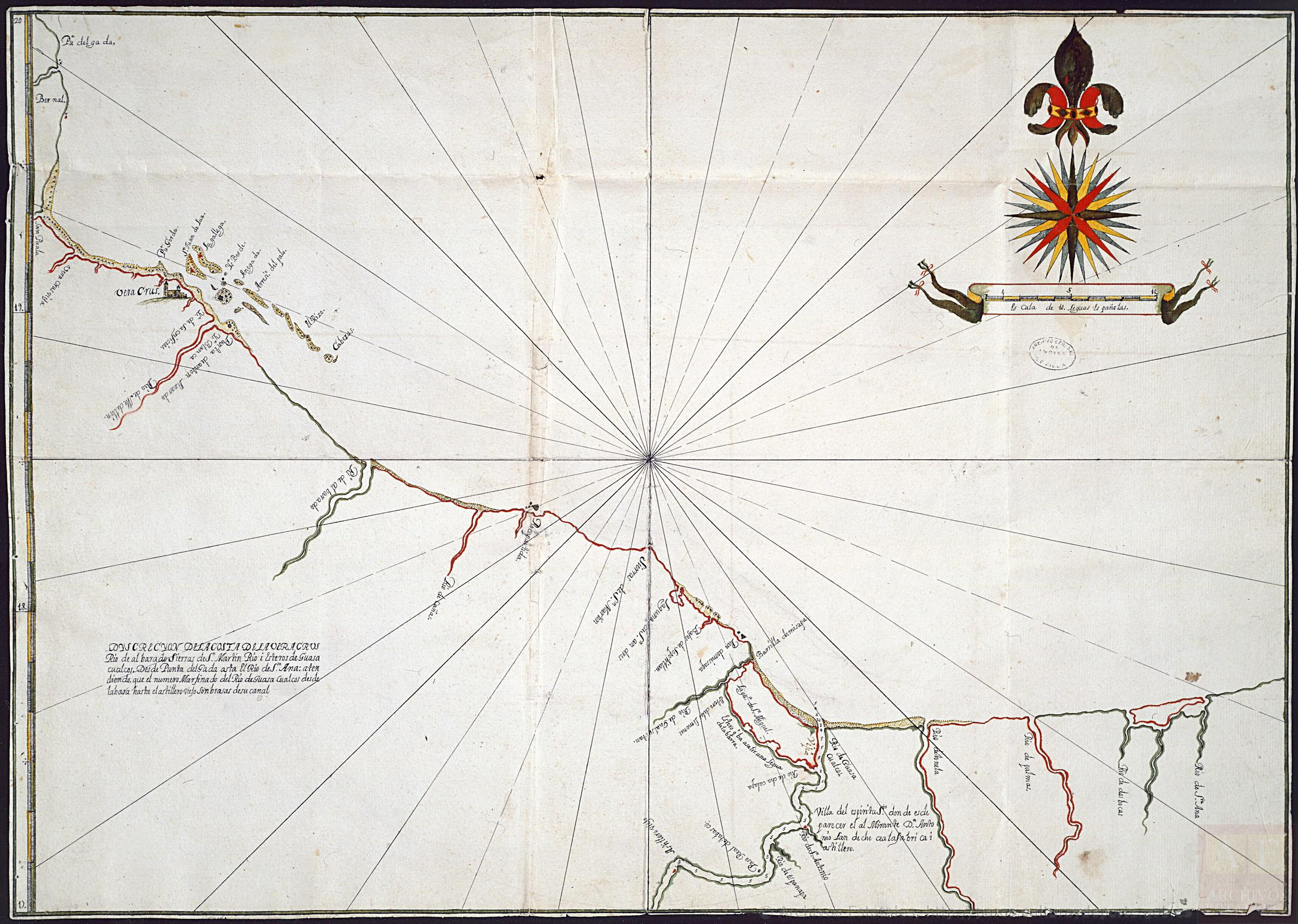
Descripción de la costa de Veracruz, 1707.

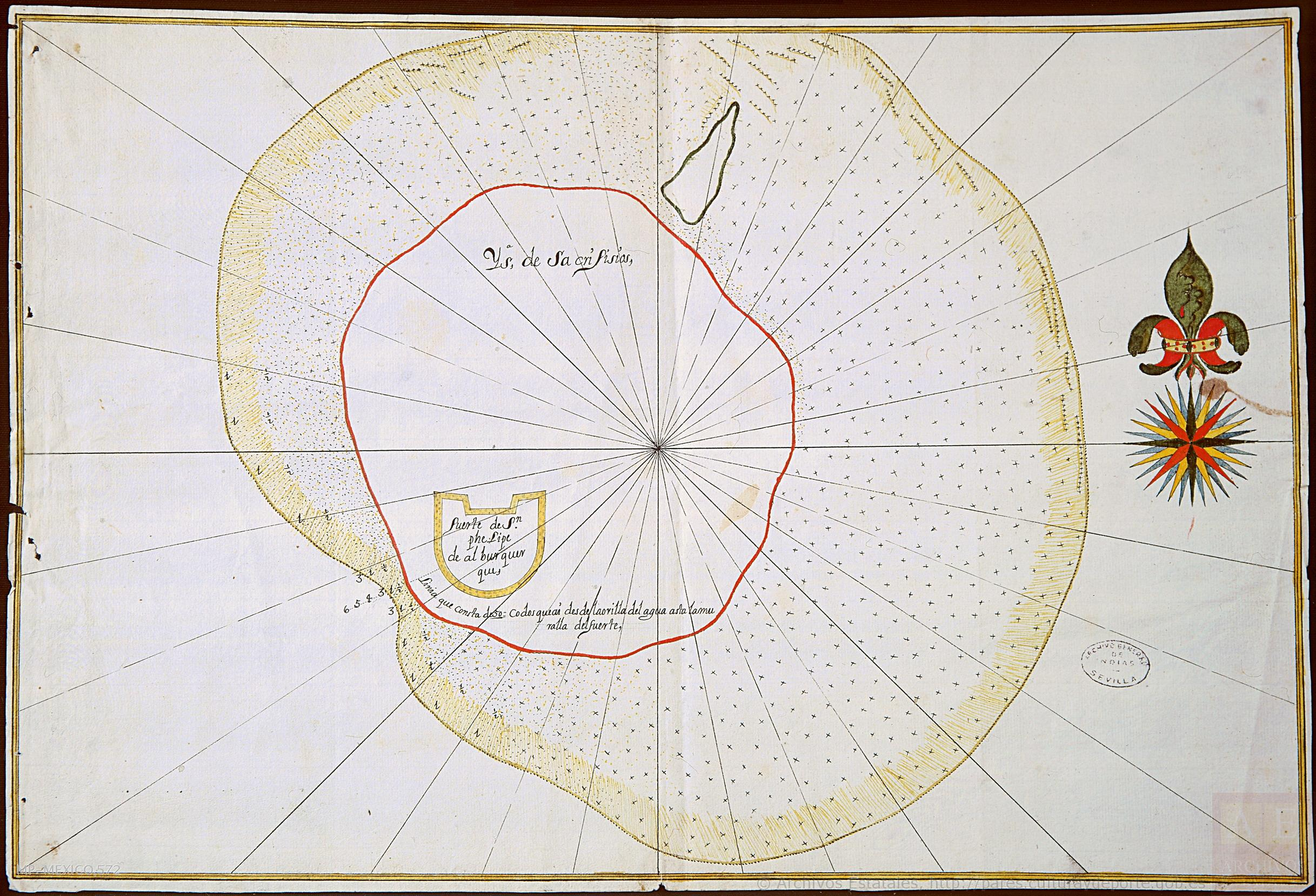
Muestra la isla de Sacrificios y la planta del fuerte de San Felipe de Alburquerque que se estaba construyendo para su defensa.

Por Real Cédula de 8 de febrero de 1705 se mandó al virrey Francisco Fernández de la Cueva, duque de Alburquerque, que se hiciese un reconocimiento de la barra, río y montes de Coatzacoalcos e isla de Sacrificios para estudiar la conveniencia de construir un astillero. Tanto el primer como el segundo reconocimiento de la zona. Se mandaron dos expediciones: la primera compuesta por pilotos y carpinteros de la flota de Diego Fernández de Santillán; la segunda, a la que pertenecen los mapas, por el almirante Antonio de Landeche, gobernador de la Armada de Barlovento, que llevó consigo a Diego de Figueroa, capitán de la maestranza de dicha Armada, al piloto Bartolomé Agustín y a maestros carpinteros y calafate.
También sirvió como punto de partida de la marina francesa durante la conocida Guerra de los Pasteles en el año de 1836, cuyos restos de los oficiales franceses se encuentran en el monumento El Polvorín.

### Antecedentes en la literatura
La primera vez que se citó al Sistema Arrecifal Veracruzano en el año de 1891 por Heilprin. Después Alexander von Humboldt en su ensayo sobre la Nueva España describió que los habitantes del puerto utilizaban piedra mucar para construir sus casas.
En 1912 Joubin publicó un mapa de los arrecifes coralinos del Golfo basado en Heiprin, pero hasta el año de 1963 Emery reanudó las investigaciones estudiando la geología, topografía y sedimentos del área.

### Antecedentes legales
Los primeros intentos para proteger a los arrecifes de Veracruz se dieron en el año de 1975, cuando se consideró que el arrecife La Blanquilla era una zona de refugio para la flora y la fauna marina. A partir de ese momento los arrecifes Anegada de Afuera, Isla de En Medio, Rizo, Punta Antón Lizardo e Isla Verde también fueron propuestos como zonas de protección.
Para el 24 de agosto de 1992, por iniciativas de la Sedesol, Sepesca, Sedemar y SCT, fue decretado como parque nacional marítimo por el entonces presidente Carlos Salinas de Gortari.

## Descripción del área
El Sistema Arrecifal Veracruzano es uno de los más importantes de México debido a su tamaño. Está conformado por varios bajos, numerosas islas e islotes y arrecifes que se alzan desde profundidades de 50 metros, formando una cordillera submarina, en la porción interna del Golfo de México. Además cuenta con más de 350 barcos hundidos que pueden ser explorados buceando.

### Áreas geográficas
El sistema se divide en dos áreas geográficamente separadas, la primera localizada frente al Puerto de Veracruz conformada por: 
- Isla Verde, VeracruzArrecifes Gallega
- Galleguilla
- Anegada de Adentro
- La Blanquilla
- Isla Verde
- Isla de Sacrificios
- Pájaros, Hornos
- Ingeniero
- Punta Gorda.

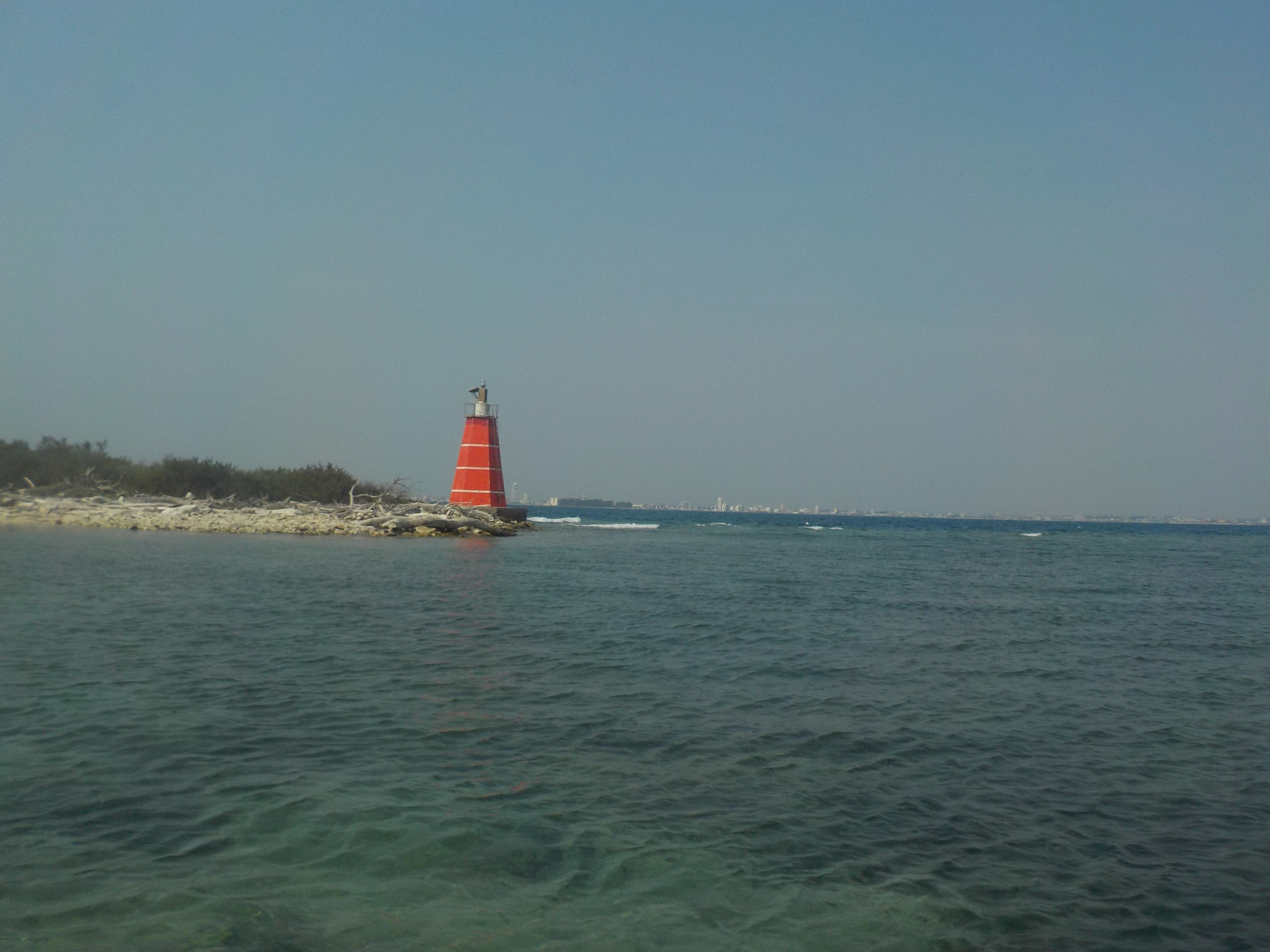
Isla Verde, Veracruz

La segunda se encuentra frente a Punta Antón Lizardo que incluye los arrecifes: 
- Sal Medina
- Giote
- Polo
- Blanca
- Punta Coyol
- Chopas
- Enmedio
- Cabezo
- Rizo
- Santiaguillo
- Anegada de Afuera
- Anegadilla
- Topetillo.

### Grupos arrecifales
El sistema arrecifal se divide en cuatro grupos arrecifales:
- Arrecifes exteriores: desarrollo continuo en las pendientes de barlovento y sotavento.

- Arrecifes intermedios: presentan una pendiente de sotavento extensa y de inclinación muy suave.

- Arrecifes interiores: tienen una gran cantidad de sedimento acumulado en la pendiente de sotavento.

- Arrecifes bordeantes: se desarrollan en la costa, presentan un desarrollo que no excede los 12 m de profundidad en barlovento.

La importancia ecológica del Parque Arrecifal es tal que el sistema también es denominado como uno de los Sitio Ramsar de México- Sitios de Humedales de Importancia Internacional, con cuatro de los ocho criterios de biodiversidad establecidos por la Convención Ramsar. Entre los criterios establecidos, el número uno considera el humedal como ejemplo raro o único, debido a que el sistema arrecifal ha estado sometido a una gran presión antropogénica durante los últimos 500 años. A pesar del daño realizado al arrecife, hay estudios que indican que tiene una tasa de recuperación mayor en comparación con otros arrecifes del Golfo de México.
En la actualidad, se ha incrementado el deterioro de la condición ambiental debido a las descargas de drenaje de la zona conurbada, así como de derrames de hidrocarburos por el movimiento de embarcaciones en el recinto portuario. (Ficha Informativa de los Humedales de Ramsar, 2004- CONANP).

### Zonas estructurales
El sistema se divide es cuatro zonas estructurales de acuerdo a los efectos del viento, las corrientes y la sedimentación:
- Sotavento: poco movimiento del agua, baja energía del oleaje, turbiedad y alta depositación. Una profundidad entre los 3 y 24 metros.

- Laguna arrecifal: alta tasa de sedimentación, poco movimiento del agua, intensidad luminosa elevada. Cuenta con profundidades de 0.5 a 2 metros.

- Cresta arrecifal: alta energía del oleaje, la profundidad varía entre los 0 y 3 metros.

- Arrecife frental: cuenta con hasta 12 metros de profundidad en arrecifes bordeantes y hasta 40 metros en arrecifes exteriores.

## Clima
El sistema tiene un clima cálido-húmedo, con una temperatura promedio anual de 26 °C, registrándose las temperaturas más bajas entre enero y febrero alrededor de los 18 °C. Presenta lluvias en dos épocas:
- La de nortes, de septiembre a abril, es la de menos precipitación, con una temperatura baja y frecuentes masas de aire frío, pudiendo ser desde vientos frescos hasta vientos violentos y huracanados.
- La época de mayo a agosto presenta temperaturas elevadas y altas precipitaciones.

## Biodiversidad
De acuerdo al Sistema Nacional de Información sobre Biodiversidad de la Comisión Nacional para el Conocimiento y Uso de la Biodiversidad (CONABIO) en el Parque Nacional Sistema Arrecifal Veracruzano habitan más de 1,140 especies de plantas y animales de las cuales 34 se encuentra dentro de alguna categoría de riesgo de la Norma Oficial Mexicana NOM-059  y 21 son exóticas,

### Fauna
El sistema arrecifal cuenta con una gran diversidad de fauna. Existen varias especies de corales pétreos, que permiten establecerse diversas especies animales como:
- Moluscos como las almejas, caracoles y babosas.
- Gusanos poliquetos y anélidos.
- Equinodermos como estrellas de mar, erizos y galletas de mar.
- Crustáceos como cangrejos brazo fuerte, pulpos y camarones.

Además existe una gran cantidad de peces multicolores como el cofrecito, el lora, los cirujanos y muchos otros.

### Flora
La flora se divide en vegetación terrestre y acuática, presentando 28 especies diferentes. La terrestre se compone por diversas especies de pastos, arbustos y especies arbóreas como la casuarina y las palmas; mientras que la vegetación acuática se compone por pastos marinos como Thalassia testudium y una gran variedad de algas.
La Isla Verde cuenta con especies como Pandanus, Randia laetevirens, Tournefortia gnaphalodes, Agave angustifoli, Euphorbia buxifolia y Sesuvium portulacastrum
En el islote La Blanquilla se han identificado especies como Tournefortia gnaphalodes, Sesuvium portulacastrum, Ipomoea stolonifera e I. litoralis.
El arrecife Isla de En Medio presenta Thalassia testudinum, Syringodium filiforme y Halodule wrightii, Sesuvium portulacastrum y algunas otras plantas.
También en las pequeñas islas abundan los manglares y la palmera de uñas de coco.

## Trece maravillas naturales de México
El Sistema Arrecifal Veracruzano fue reconocido entre las Trece maravillas de México, una campaña de promoción turística que organizó la Televisión Azteca entre televidentes e internautas.

## Amenazas
A pesar de ser un área natural protegida, el sistema de arrecife veracruzano está amenazado por diversas causas. Desde la época colonial, el sustrato madrepórico (coral o piedra mucar) se ha extraído para su uso como material de construcción. Diversas especies de coral blandos, duros se extraen para artesanías y el coral negro es empleado en la elaboración de joyería, algunos de estos corales habitan en jardines de poca extensión por lo que se encuentran amenazados.
La sobrepesca es otro problema que afecta al sistema de arrecife ya que alberga especies de alto valor comercial como langosta, pulpo, caracol, ostión y robalo. Algunas especies se extraen para actividades de acuariofilia. El turismo y sus actividades derivadas también amenazan el sistema arrecifal. 
El establecimiento de industrias agroquímica, azucarera, metalúrgica, petroquímica, tabacalera y textil en la zona ha incrementado el vertido de residuos contaminantes al mar y aunque hay una planta de tratamiento de aguas residuales no es suficiente para reducir el impacto que estas industrias causan. La actividad portuaria también amenaza el ecosistema tanto por los productos que transportan los barcos como por el peligro de encallamiento.